# Gordéyevka (Kursk)
Gordéyevka (en ruso: Гордеевка) es un pueblo ruso perteneciente al óblast de Kursk. Situado en el suroeste del país, forma parte del distrito de Kórenevo.
Entre el 14 de agosto y el 12 de septiembre de 2024 el pueblo fue ocupado por Ucrania en el marco de la Incursión ucraniana en el óblast de Kursk de agosto de 2024.

## Geografía
Gordéyevka está situado a 23 km al sur de Kórenevo y 108 km al suroeste de Kursk. A 3 km está la frontera entre Rusia y Ucrania, y forma parte de la región histórica de Ucrania Libre.

## Historia
El 14 de agosto de 2024, el pueblo fue escenario de una incursión en la óblast de Kursk de las Fuerzas Armadas de Ucrania en el transcurso de la guerra ruso-ucraniana.El 15 de agosto, el gobierno ucraniano anunció la formación de una administración militar para brindar ayuda humanitaria a los civiles y mantener la ley y el orden, donde se integró a Gordéyevka.
El 12 de septiembre de 2024, el Ministerio de Defensa de Rusia aseguró en un comunicado que el asentamiento había sido liberado por las tropas rusas.

## Demografía
La evolución demográfica de Gordéyevka entre 2002 y 2010 fue la siguiente:
| 199                            | 138 |
| (Fuente: Population of Russia) |     |

## Infraestructura

### Transporte
Por aquí pasan la carretera 38K-006 (Kórenevo-Tróitskoye) y la carretera intermunicipal 38N-055 (Gordéyevka - frontera con Ucrania).